# 楊紹芳
楊紹芳（1497年—？年），字伯傳，湖广德安府應城縣人，官籍。

## 生平
治《易經》，嘉靖元年（1522年）湖廣鄉試第四十六名舉人，嘉靖二年（1523年）登癸未科會試第二百九十八名，第三甲第一百二十七名進士。授浙江上虞县知县，创建水东精舍、上虞社學。七年七月选授试御史理刑，九年巡按两广，後復除河南道御史，十八年闰七月升江西按察司副使，分巡饶州、南康、九江道。

## 家族
曾祖杨敏，府同知。祖父杨玉。父杨澜。母陳氏。慈侍下。弟继芳。